# Condado de Sioux (Iowa)
El condado de Sioux (en inglés: Sioux County, Iowa), fundado en 1851, es uno de los 99 condados del estado estadounidense de Iowa. En el año 2000 tenía una población de 31 589 habitantes con una densidad poblacional de 16 personas por km². La sede del condado es Orange City.

## Geografía
Según la Oficina del Censo, el condado tiene un área total de 1991 km² (768,7 mi²), de la cual 1989 km² (768 mi²) es tierra y 2 km² (0,8 mi²) es agua.

### Condados adyacentes
- Condado de Lyon norte
- Condado de O'Brien este
- Condado de Plymouth sur
- Condado de Union suroeste
- Condado de Lincoln noroeste

## Demografía
En el 2000 la renta per cápita promedia del condado era de $40 536, y el ingreso promedio para una familia era de $45 846. El ingreso per cápita para el condado era de $16 532. En 2000 los hombres tenían un ingreso per cápita de $31 548 contra $19 963 para las mujeres. Alrededor del 6.40% de la población estaba bajo el umbral de pobreza nacional.
| 1900   | 1910   | 1920   | 1930   | 1940   | 1950   | 1960   | 1970   | 1980   | 1990   | 2000   |
| ------ | ------ | ------ | ------ | ------ | ------ | ------ | ------ | ------ | ------ | ------ |
| 23 337 | 25 248 | 26 458 | 26 806 | 27 209 | 26 381 | 26 375 | 27 996 | 30 813 | 29 903 | 31 589 |

## Lugares

### Ciudades
- Alton
- Boyden
- Chatsworth
- Granville
- Hawarden
- Hospers
- Hull
- Ireton
- Matlock
- Maurice
- Orange City
- Rock Valley
- Sheldon
- Sioux Center

### Principales carreteras
- U.S. Highway 18
- U.S. Highway 75
- Carretera de Iowa 10
- Carretera de Iowa 12
- Carretera de Iowa 60